# Horace Westlake Frink

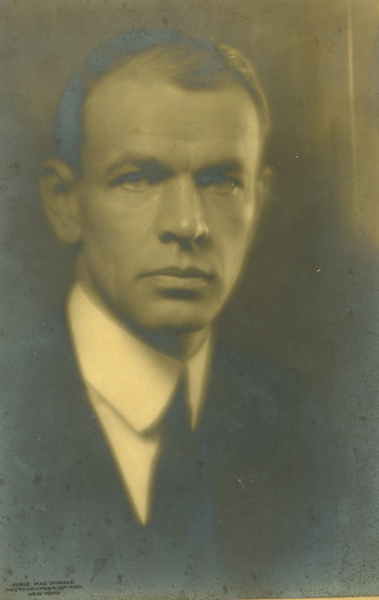
Horace Westlake Frink

Horace Westlake Frink (ur. 7 lutego 1883 w Millerton, zm. 18 kwietnia 1936 w Chapel Hill) – amerykański lekarz psychiatra i psychoanalityk. 

## Życiorys
Ukończył Cornell University Medical School (1905), po czym odbył staż w Bellevue Hospital. W 1909 został asystentem w klinice neurologicznej Cornell University u Charlesa Dany. 
W 1911 był jednym z członków założycieli New York Psychoanalytic Society. 
W 1914 został profesorem na Cornell University. Dwukrotnie podróżował do Europy, gdzie poddał się psychoanalizie u Sigmunda Freuda (1921, 1922). W sierpniu 1923 porzucił praktykę z powodu choroby psychicznej. W kwietniu 1936 po dłuższym okresie względnego zdrowia miał epizod psychotyczny, po którym został odizolowany w Pine Bluff Sanitarium w Północnej Karolinie; zmarł tydzień później, na zawał serca.

## Wybrane prace
- Report of a case of psychogenetic convulsions, simulating epilepsy; with hallucinations and obsessions; treated by suggestion. NY Medical Journal 93, 1911
- On Freud's theory of dreams. American Medicine 6, ss.  652–661, 1911
- Psychoanalysis of a mixed neurosis. J. Abnorm. Psychol. 6, 1911/1912
- The Freudian conception of the psychoneuroses. Medical Record 84, 1913
- Sex education from a physician's viewpoint. Journal-Lancet 33, 508–516, 1913
- What is a complex? J. Am. M. Ass. 62, ss. 897–900, 1914
- Dream and neurosis. Interstate Medical Journal 22, ss. 1175–1200, 1915
- Report of a case of chorea, treated with vaccines. 1916
- Myotonia congenita. Journal of Nervous & Mental Disease 45, 1917
- Morbid fears and compulsions: their psychology and psychoanalytic treatent. New York: Moffat, 1918
- Masturbation. W: Proceedings of the International Conference of Women Physicians 5, 1920
- The significance of delusion. Psychoanal. Rev. 13: 16–31, 1926.